# Die unglaublichen Abenteuer des hochwohllöblichen Ritters Branca Leone
Die unglaublichen Abenteuer des hochwohllöblichen Ritters Branca Leone (Originaltitel: L’armata Brancaleone) ist eine italienische Filmkomödie, genauer eine Commedia all’italiana, von 1966. In der Hauptrolle spielt Vittorio Gassman einen tragikomischen Ritter. Das Drehbuch stammt vom Autorenduo Age & Scarpelli und von Mario Monicelli, der auch Regie führte. Beim italienischen Publikum war der Film sehr erfolgreich, so dass vier Jahre später mit Brancaleone auf Kreuzzug ins Heilige Land eine Fortsetzung folgte.

## Handlung
Im mittelalterlichen Italien überfällt eine barbarische Horde ein Dorf. Sie morden, vergewaltigen und rauben, bis der Ritter Arnolfo, genannt die „Eiserne Hand“, auftaucht und sie in die Flucht schlägt. Die Briganten Pecoro und Taccone, die sich während des Überfalls versteckt gehalten haben, schlagen ihn nieder und machen sich über sein Kettenhemd und andere Rüstungsstücke her; der Dieb Mangold schließt sich ihnen an. Als Arnolfo sich wieder zu erheben beginnt, werfen sie ihn in den Graben. Das Raubgut bringen sie zum Händler Abacuc, einem Juden, der aus Arnolfos Pergamentrolle vorliest: Der Besitzer des Dokuments verfügt als Lehen über die Stadt und Festung Aurocastro, deren Äcker, Weingüter und Vieh. Sie beschließen, mit einem Ritter einen Handel einzugehen: Er, als Adliger, soll Lehnsherr Aurocastros werden und dafür mit ihnen die Güter teilen. Abacuc schlägt hierfür den Ritter Brancaleone vor, und sie suchen ihn auf.
Brancaleone ist Abkömmling einer Familie im Niedergang. Er erweist sich als Ritter, der pathetische Reden und sich fest an seinen Ehrenkodex hält, doch nichts auf die Reihe bekommt. Erst lehnt er das Angebot ab, weil er überzeugt ist, an einem Turnier im Tjost zu siegen und so eine begüterte Dame ehelichen zu können. An der Eigensinnigkeit seines Rosses gescheitert, geht er auf den Handel doch ein. Er ernennt die Gesellen zu seiner „Armee“, und sie ziehen Richtung Aurocastro. Bald stellt sich ihnen der schnöselige Jungritter Teofilatto in den Weg. Ein Duell bringt keine Entscheidung, und Teofilatto erklärt sich bereit, als ihre Geisel bei ihnen zu bleiben. Sie erreichen eine Stadt, die verlassen scheint, und beginnen zu plündern. Brancaleone trifft auf eine überlebende Witwe, die ihn auf die Pest in der Stadt hinweist; fluchtartig suchen sie wieder das Weite. Da kreuzt der fanatische Wanderprediger Zenone samt Tross ihren Weg. Der Eiferer glaubt sich unbesiegbar und führt seine Anhänger gen Jerusalem, um das Heilige Land zu befreien. Brancaleone und seine Männer schließen sich dem Zug an. Sie überqueren eine Brücke über einen Abgrund, die zusammenbricht, bevor der massige Pecoro die andere Seite erreicht hat. Zenone wettert, es gebe einen Ungläubigen unter den Leuten; sie unterziehen Abacuc einer Zwangstaufe. Weil sich die Pilger bei der nächsten Brücke vor der Überquerung ängstigen, geht Zenone voran, hüpft darauf und bricht in die Tiefe. Brancaleone und seine Armee trennen sich von den Pilgern und verfolgen wieder Aurocastro als Ziel. Unterwegs treffen sie auf Matelda, die von ihrem alten Lehrmeister zum adligen Guccione geleitet worden ist, den sie heiraten soll. Sie sind überfallen worden, und ehe der Lehrmeister stirbt, leistet ihm Brancaleone den Schwur, Matelda unversehrt zu Guccione zu bringen. Er widersteht den Annäherungsversuchen von Matelda, die in ihn verliebt ist, Guccione gar nicht heiraten und deshalb noch vor Ankunft ihre Jungfräulichkeit verlieren will. Hilfsbereiter zeigt sich Teofilatto, mit dem sie in der letzten Nacht heimlich schläft. Die Truppe liefert Matelda bei Guccione ab und gesellt sich zum Hochzeitsbankett. Der Gemahl entdeckt den Betrug, lehnt die Heirat ab, zürnt und lässt Brancaleone in einen hängenden Eisenkäfig sperren. Brancaleones Männer lösen am nächsten Tag den Käfig aus seiner Aufhängung und bringen ihren Ritter zu einem Schmied. Dieser sperrt die Tür auf und wird, selbst gehörnt und verzweifelt, Teil von Brancaleones Armee. Er weiß zu berichten, dass Matelda in ein Kloster verbracht worden ist. Brancaleone stürmt zu ihr und bittet um ihre Hand, aber sie zieht es vor, Nonne zu bleiben.
Auf seinem weiteren Weg kommt der Trupp am Heimatort von Teofilatto vorbei. Dieser überzeugt Brancaleone, ihn dort gegen ein Lösegeld abzuliefern. In der Burg ist die gesamte, byzantinische Familie versammelt. Während sich Brancaleone mit Teofilattos Tante Teodora zurückzieht, die sadomasochistisch veranlagt ist, versucht Abacuc ein Lösegeld auszuhandeln. Doch der Vater hält Teofilatto für einen missratenen, zudem unehelichen Sohn, der nichts wert sei. Unter Androhung des Beschusses mit vergifteten Pfeilen rennt Brancaleones Armee davon. Zufällig finden sie den verlorengegangenen Pecoro wieder – eine Bärin hat ihn in ihrer Höhle aufgenommen. Noch bevor sie Aurocastro erreichen, stirbt Abacuc. Die Bewohner von Aurocastro empfangen den neuen Herren mit Begeisterung, der gerade rechtzeitig kommt, denn von der See her rücken sarazenische Seeräuber auf den Ort vor. Während Brancaleones „Armee“ keine Lust zeigt, in die Schlacht zu ziehen, bereitet er den Angreifern eine Falle, in die er freilich mit seinen Leuten selbst hineinfällt. Die siegreichen Piraten bereiten die Pfählung der Helden vor, da erscheint ein christliches Heer, dass sie niedermetzelt. Die Freude von Brancaleones Leuten währt kurz, denn der Heeresführer ist Arnulfo, den Pecoro, Taccone und Mangold zu Beginn der Erzählung umgebracht zu haben glaubten. Gleich bringt er die Usurpatoren seiner Festung auf den Scheiterhaufen. In letzter Minute zieht Zenone vorbei und bekommt Brancaleone und seine Mannen frei, weil er sie für seinen Kreuzzug benötigt. Der Haufen zieht von dannen.

## Über das Werk
Bei den Kinogängern war Brancaleone 1966 die am drittmeisten nachgefragte italienische Filmproduktion und spielte 511 Millionen Lire ein. Sie nahm am Wettbewerb der Festspiele von Cannes 1966 teil. In Italien wurde sie dreifach mit dem Filmpreis Nastro d’Argento ausgezeichnet, für die beste Kamera in Farbe, die besten Kostüme, und die beste Musik. 1970 gab es die Fortsetzung Brancaleone auf Kreuzzug ins Heilige Land, wiederum von Mario Monicelli und mit Vittorio Gassman.
Die zentrale Figur des Films, der Ritter Brancaleone (zu deutsch „Löwenpranke“), ist eine tragikomische Figur. Mit seinen ritterlichen Taten bezweckt er, seinen Adelsstolz zu stärken. Entgegen seinen edlen Absichten verursacht er nur noch mehr Misere; dennoch ist sein Ehrgefühl nicht kleinzukriegen. Die Komödie nimmt eine antiheroische Haltung ein, parodiert die üblichen Helden aus spektakulären Historienfilmen. Koautor Agenore Incrocci, genannt „Age“, erklärte, sie strebten eine Geschichte der kleinen Leute an, das Gegenteil der starken und mutigen Helden. Das Drehbuch weist eine dem Schelmenroman ähnliche Erzählstruktur auf. Die Unabhängigkeit der einzelnen Abenteuer voneinander ermöglichte es, ihre Reihenfolge nachträglich zu ändern. Die Sequenz, in der die Helden Teofilattos Familie besuchen, um Lösegeld zu erhalten, folgte im Drehbuch gleich nach der Begegnung von Brancaleone und Teofilatto. Im fertigen Film ist sie später platziert. Filmische Vorbilder gab es laut „Age“ für Brancaleone keine, aber literarische: die Abenteuer von Gargantua und Pantagruel, auf die der deutsche Verleihtitel Bezug nimmt. Der Film zeichnet das Mittelalter nicht romantisch und mystisch, sondern wirft einen neuen, ironischen Blick darauf, greift auf Ritterdichtung, auf Luigi Pulci und Don Quijote zurück. Brancaleones gelb angemalter Gaul ist ihm so wenig Unterstützung, wie es das Pferd Rosinante für Don Quijote war. Der Filmkritiker Aldo Tassone war der Ansicht, Monicelli zeige ein „absolut realistisches Mittelalter, verdummt, grausam und vor allem elend, im Gegensatz zur schwätzerischen und heuchlerischen Darstellung in den Schulbüchern, wo es von heroischen Rittern wimmelt, von tugendhaften Jungfrauen, blumenumrankten Balkonen, Turnieren und Serenaden.“ Darüber hinaus weist die Komödie Bezüge zu Gesellschaft und Politik des Italiens zu ihrer Entstehungszeit auf. Sie thematisiert den Übergang von der Tradition zur Moderne und den Zerfall von Gemeinschaft in individualistische Selbstsucht.
In der Originalversion bedienen sich die Figuren einer Diktion, die Age & Scarpelli vollkommen neu erfunden haben. Es ist eine Mischung aus dem spätrömischen Latein, aus Dialekten mehrerer italienischer Regionen und studentischem Vulgäridiom. Die sprachliche Einzigartigkeit trug zur Beliebtheit des Films bei. Der Begriff armata Brancaleone aus dem Originaltitel des Films ging als stehende Wendung in die italienische Sprache ein und wird vor allem in Zeitungen benutzt. Er bezeichnet eine zusammengewürfelte Gruppe von Personen, die ungeordnet, ungelenk und ohne Wirkung vorgehen und deren Unterfangen dem Misserfolg geweiht ist.
Die „turbulente Komik“, urteilte der film-dienst 1968, drückt sich unter anderem in verletzenden Dialogen aus: „Sie ist nicht antireligiös und sie ist nicht antisemitisch […] aber sie ist undifferenziert und bisweilen grob. Was fehlt, ist feine Ironie, an ihre Stelle tritt die Derbheit.“ Stilistisch sei der Film unausgewogen, denn in der Szene von Abacucs Tod kippe die Komödie in Sentimentalität. Die hierfür nötige Ausdrucksweise beherrsche Vittorio Gassman aber ebenso wie die Komik. Gili meinte in seiner Geschichte der italienischen Filmkomödie (1983), Gassman verleiht Brancaleone eine unvergessliche Präsenz. Der Film sei eines der erstaunlichsten Werke des italienischen Kinos jener Zeit. Kaum je habe die Technik, das Lustige dem Verzweifelt-Grotesken gegenüberzustellen, so gut funktioniert wie hier. Die beiden Brancaleone-Komödien zählten zu den originellsten Historienfilmen überhaupt. Garel (1987) stellte fest, dass die Darstellung historischer Epochen – sowohl in der Wiedergabe der äußeren Erscheinung wie der Mentalität, der Sitten und des Verhaltens – in Komödien oftmals realistischer ausfällt als in „ernsthaften“ Filmen. Gerade in den italienischen Komödien versuche man Ursachen und Folgen sozialer, wirtschaftlicher, politischer und kultureller Phänomene zu ergründen, meist aus der Sicht des kleinen Mannes. Dafür sei Brancaleone eines der besten Beispiele. Gemäß Di Giamatteo (1995) strebt die Erzählung unaufhörlich ein Gelächter an. Im Zentrum des großen Schauspiels stünden drei außerordentliche Schauspieler, Gassman, Volonté und Salerno.